# Hard Row
Hard Row è un singolo del duo rock statunitense The Black Keys, pubblicato nel 2003 ed estratto dal loro secondo album Thickfreakness.

## Tracce
1. Hard Row (7")
2. Evil (7")
3. Hard Row (CD)
4. Set You Free (CD)
5. Evil (CD)

## In altri media
Hard Row è la canzone di apertura del primo episodio della prima stagione della serie Sons of Anarchy.

## Formazione
- Dan Auerbach - voce, chitarra
- Patrick Carney - batteria, percussioni